# 林斯普黑爾巴赫河

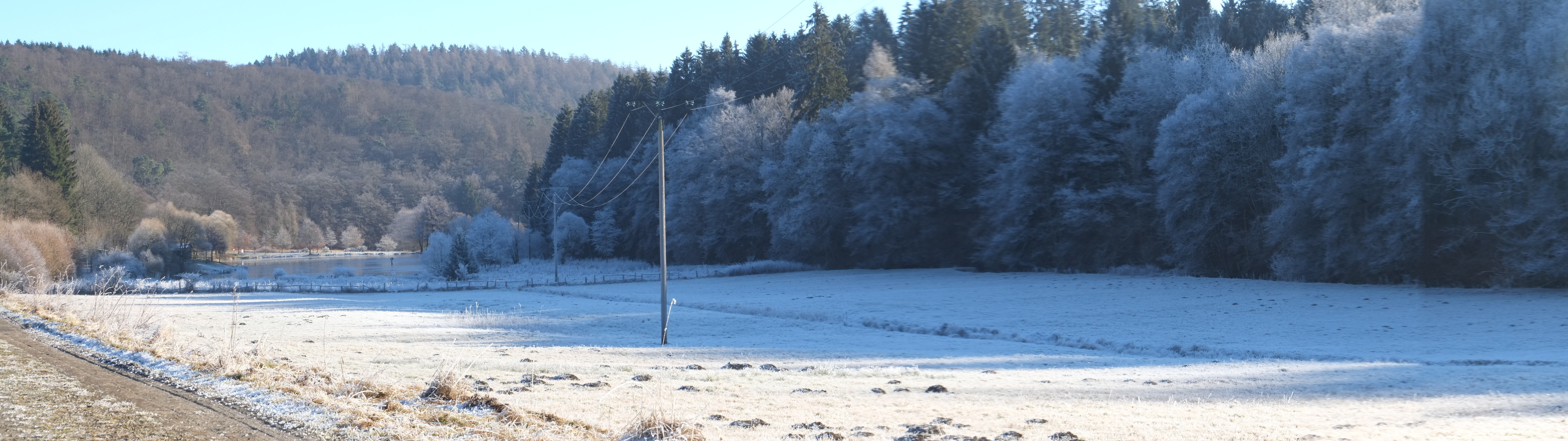

51°01′08″N 8°41′03″E / 51.0189°N 8.68424°E
林斯普黑爾巴赫河（德語：Linspherbach），是德國的河流，位於該國西部，處於黑森州，屬於埃德河的左支流，河道全長18.2公里，流域面積33.1平方公里，發源自哈倫貝格。